# Райницимбазафи
Райницимбазафи (малаг. Rainitsimbazafy) — премьер-министр Королевства Имерина с 15 октября 1895 по сентябрь 1896 года.

## Биография
Занимал пост министра иностранных дел при королеве Ранавалуне III. После захвата французами королевского дворца в Антананариву осенью 1895 года, премьер-министр Королевства Имерина Райнилайаривуни, был снят со своего поста и помещён под домашний арест по распоряжению французского генерал-губернатора. 15 октября 1895 года, Райницимбазафи был назначен новым премьер-министром Мадагаскара. Такой выбор был сделан по обоюдному согласию королевы и французского генерал-губернатора. Райницимбазафи был пожилым на момент его назначения на пост премьер-министра, и фактически занял церемониальную роль и не представлял угрозы для власти Франции на Мадагаскаре в условиях Второй франко-малагасийской войны. Он был освобождён от занимаемой должности в сентябре 1896 года.